# Brignogan-Plages
Brignogan-Plages (bret. Brignogan) – miejscowość i gmina we Francji, w regionie Bretania, w departamencie Finistère.
Według danych na rok 1990 gminę zamieszkiwało 836 osób, a gęstość zaludnienia wynosiła 232 osoby/km² (wśród 1269 gmin Bretanii Brignogan-Plage plasuje się na 643. miejscu pod względem liczby ludności, natomiast pod względem powierzchni na miejscu 1054.).